# 3番街駅 (BMTカナーシー線)
3番街駅（Third Avenue）はマンハッタン区グラマシーとイースト・ヴィレッジの3番街 - 東14丁目交差点にあるニューヨーク市地下鉄BMTカナーシー線の駅で、終日L系統 が停車する。

## 駅構造
| G          | 地上階                       | 出入口                                                    |
| M          | 改札階                       | 改札口、駅員室、メトロカード/OMNY自動販売機               |
| P ホーム階 | 相対式ホーム、右側ドアが開く | 相対式ホーム、右側ドアが開く                              |
| P ホーム階 | 北行線                       | ← 8番街駅ゆき（ユニオン・スクエア駅）                     |
| P ホーム階 | 南行線                       | → カナーシー-ロッカウェイ・パークウェイ駅ゆき（1番街駅）→ |
| P ホーム階 | 相対式ホーム、右側ドアが開く |                                                           |

3番街駅は相対式ホーム2面2線の駅で、ホームには柱がなく、壁面にはBMTスタイルのタイルモザイクの帯と駅名標が取り付けられている。開業当時は "3" と書かれた銘板が等間隔に並べられていただけだったが、後にタイムズ・ニュー・ローマン体で "THIRD AVE" とレタリングを施した駅名標が追加された。なお、駅エントランスへの方向案内板の "TO STREET" も駅名標と同じ様式になっている。
IND2番街線の第3期区間（55丁目駅-ハウストン・ストリート駅間）で乗換駅として14丁目駅を設置することが計画されている。

### 出入口
改札は各ホーム上の東端にあり、ホーム間連絡通路はない。改札にはそれぞれ自動改札機とトークン・ブース、1対の階段が設けられており、3番街 - 東14丁目交差点の東側に出ることができる。8番街方面改札の階段は北東角、ブルックリン方面改札の階段は南東角に出る。
3番街駅はホームの上に小さなメザニンが設けられている点を除いて隣の1番街駅と同じ造りになっている。